# Alexis Khvostov
Pour les articles homonymes, voir Khvostov.
Alexis Nikolaïevitch Khvostov (en russe : Алексей Николаевич Хвостов), né en 1872, mort en 1918 était un homme politique russe. Il fut ministre de l'Intérieur du 26 septembre 1915 au 3 mars 1916, il succéda à Nicolas Chtcherbatov.

## Biographie
Sur la recommandation de Grigori Raspoutine, Nicolas II confia à Alexis Nikolaïevitch Khvostov le portefeuille de ministre de l'Intérieur le 26 septembre 1915. Mais un an plus tard, le ministre de l'Intérieur qualifia le « starets » (Raspoutine), d'individu faisant courir de gros risques à la monarchie impériale de Russie. Piquée au vif, Alexandra de Hesse-Darmstadt demanda à l'empereur le renvoi d'Alexis Nikolaïevitch Khvostov.